# Lista de monarcas da Noruega

O atual real brasão de armas da Noruega.

A monarquia da Noruega tradicionalmente começou em 872, data da Batalha do Fiorde de Hafrs em que Haroldo I uniu vários reinos pequenos junto ao seu para formar o Reino da Noruega.

## Reis da Noruega

### Casa de Cabelo Belo
| Nome                                                         | Retrato | Nascimento                                     | Casamentos                         | Morte       |
| ------------------------------------------------------------ | ------- | ---------------------------------------------- | ---------------------------------- | ----------- |
| Haroldo I c. 872 – 932(60 anos)                              |         | c. 850 filho de Haldano, o Negro e Ragnilda    | Várias esposas Pelo menos 9 filhos | 932 82 anos |
| Érico I c. 929 – 934(6 anos) (deposto)                       |         | c. 895 filho de Haroldo I e Ragnilda           | Gunilda, Mãe de Reis 8 filhos      | 954 59 anos |
| Haakon I 934 – 961(27 anos)                                  |         | c. 920 filho de Haroldo I e Tora Mosterstong   | Não se casou                       | 961 41 anos |
| Haroldo II 961 – 970(9 anos)                                 |         | c. 935 filho de Érico I e Gunilda, Mãe de Reis | Não se casou                       | 970 35 anos |
| Interregno (970 –995) Haquino, filho de Sigurdo como Regente |         |                                                |                                    |             |

### Casa de Vigen
| Nome                       | Retrato              | Nascimento                                          | Casamentos            | Morte        |
| -------------------------- | -------------------- | --------------------------------------------------- | --------------------- | ------------ |
| Olavo I 995 – 1000(5 anos) |                      | 968 filho de Tryggve Olafsson e Astrid Eiriksdottir | Geira de Wendland 982 | 1000 32 anos |
| Olavo I 995 – 1000(5 anos) | Gyda de Dublin 988   | 968 filho de Tryggve Olafsson e Astrid Eiriksdottir |                       | 1000 32 anos |
| Olavo I 995 – 1000(5 anos) | Gudrun Skeggesdatter | 968 filho de Tryggve Olafsson e Astrid Eiriksdottir |                       | 1000 32 anos |
| Olavo I 995 – 1000(5 anos) | Tira da Dinamarca    | 968 filho de Tryggve Olafsson e Astrid Eiriksdottir |                       | 1000 32 anos |

### Casa de Knýtlinga
| Nome                                                                                         | Retrato                              | Nascimento                                            | Casamento                           | Morte                          |
| -------------------------------------------------------------------------------------------- | ------------------------------------ | ----------------------------------------------------- | ----------------------------------- | ------------------------------ |
| Sueno 1000 – 3 de fevereiro de 1014(14 anos)                                                 |                                      | 960 filho de Haroldo I da Dinamarca e Gyrid da Suécia | Grundilda de Wenden c. 990 7 filhos | 3 de fevereiro de 1014 54 anos |
| Sueno 1000 – 3 de fevereiro de 1014(14 anos)                                                 | Sigride, a Orgulhosa c. 1000 1 filha | 960 filho de Haroldo I da Dinamarca e Gyrid da Suécia |                                     | 3 de fevereiro de 1014 54 anos |
| Interregno (3 de fevereiro de 1014 – 1015) Eirik Håkonsson e Sveinn Hákonarson como Regentes |                                      |                                                       |                                     |                                |

### Casa de Cabelo Belo (restaurada, 1ª vez)
| Nome                                    | Retrato | Nascimento                                                   | Casamento                 | Morte                       |
| --------------------------------------- | ------- | ------------------------------------------------------------ | ------------------------- | --------------------------- |
| Olavo II 1015 – 1028(13 anos) (deposto) |         | c. 995 filho de Haroldo da Grenlândia e Åsta Gudbrandsdatter | Astride da Suécia 1 filha | 29 de julho de 1030 35 anos |

### Casa de Knýtlinga (restaurada)
| Nome                                         | Retrato                                 | Nascimento            | Casamento                        | Morte                          |
| -------------------------------------------- | --------------------------------------- | --------------------- | -------------------------------- | ------------------------------ |
| Canuto 1028 – 12 de novembro de 1035(7 anos) |                                         | c. 995 filho de Sueno | Aelfgifu de Northampton 2 filhos | 12 de novembro de 1035 40 anos |
| Canuto 1028 – 12 de novembro de 1035(7 anos) | Ema da Normandia julho de 1017 2 filhos | c. 995 filho de Sueno |                                  | 12 de novembro de 1035 40 anos |

### Casa de Cabelo Belo (restaurada, 2ª vez)
| Nome                                          | Retrato | Nascimento                                    | Casamento    | Morte                         |
| --------------------------------------------- | ------- | --------------------------------------------- | ------------ | ----------------------------- |
| Magno I 1035 – 25 de outubro de 1047(12 anos) |         | c. 1024 filho ilegítimo de Olavo II e Alfhild | Não se casou | 25 de outubro de 1047 25 anos |

### Casa de Hardrada
| Nome                                                   | Retrato                              | Nascimento                                                  | Casamento                                     | Morte                          |
| ------------------------------------------------------ | ------------------------------------ | ----------------------------------------------------------- | --------------------------------------------- | ------------------------------ |
| Haroldo III 1046 – 25 de setembro de 1066(20 anos)     |                                      | c. 1015 filho de Sigurdo, o Semeador e Åsta Gudbrandsdatter | Elisa de Quieve c. 1043–44 2 filhas           | 25 de setembro de 1066 51 anos |
| Haroldo III 1046 – 25 de setembro de 1066(20 anos)     | Tora Torbergsdatter c. 1048 2 filhos | c. 1015 filho de Sigurdo, o Semeador e Åsta Gudbrandsdatter |                                               | 25 de setembro de 1066 51 anos |
| Magno II 1066 – 28 de abril de 1069(3 anos)            |                                      | c. 1048 filho de Haroldo III e Tora Torbergsdatter          | Não se casou                                  | 28 de abril de 1069 21 anos    |
| Olavo III 1067 – 22 de setembro de 1093(26 anos)       |                                      | c. 1050 filho de Haroldo III e Tora Torbergsdatter          | Ingrid da Dinamarca 1067 sem filhos           | 22 de setembro de 1093 43 anos |
| Haquino Magnusson 1093 – fevereiro de 1095(2 anos)     |                                      | 1069 filho ilegítimo de Magno II                            | Não se casou                                  | fevereiro de 1095 26 anos      |
| Magno III 1093 – 24 de agosto de 1103(10 anos)         |                                      | 1073 filho ilegítimo de Olavo III e Tora Arnesdatter        | Margarida Fredkulla da Suécia 1101 sem filhos | 24 de agosto de 1103 30 anos   |
| Olavo Magnusson 1103 – 22 de dezembro de 1115(13 anos) |                                      | 1099 filho ilegítimo de Magno III e Sigrid Saxesdatter      | Não se casou                                  | 22 de setembro de 1115 17 anos |
| Eystein I 1103 – 29 de agosto de 1123(20 anos)         |                                      | c. 1088 filho ilegítimo de Magno III                        | Ingebjørg Guttormsdatter 1 filha              | 29 de agosto de 1123 35 anos   |
| Sigurdo I 1103 – 26 de março de 1130(27 anos)          |                                      | 1090 filho ilegítimo de Magno III e Tora                    | Bjaðmunjo Mýrjartaksdóttir 1102 sem filhos    | 26 de março de 1130 40 anos    |
| Sigurdo I 1103 – 26 de março de 1130(27 anos)          | Malfrid de Kiev 1116 1 filha         | 1090 filho ilegítimo de Magno III e Tora                    |                                               | 26 de março de 1130 40 anos    |
| Magno IV 1130 – 1135(5 anos) (deposto)                 |                                      | 1115 filho ilegítimo de Sigurdo I e Borghild Olavsdatter    | Cristina da Dinamarca c. 1133 sem filhos      | 12 de novembro de 1139 24 anos |

### Casa de Gille
| Nome                                              | Nascimento                                                  | Casamento                              | Morte                          |
| ------------------------------------------------- | ----------------------------------------------------------- | -------------------------------------- | ------------------------------ |
| Haroldo IV 1130 – 14 de dezembro de 1136(6 anos)  | c. 1102 filho ilegítimo de Magno III                        | Ingrid Ragnvaldsdotter c. 1134 1 filho | 14 de dezembro de 1136 34 anos |
| Sigurdo II 1136 – 6 de fevereiro de 1155(19 anos) | c. 1133 filho ilegítimo de Haroldo IV e Tora Guttormsdatter | não se casou                           | 6 de fevereiro de 1155 21 anos |
| Ingo I 1136 – 4 de fevereiro de 1161(25 anos)     | c. 1135 filho de Haroldo IV e Ingrid Ragnvaldsdotter        | não se casou                           | 4 de fevereiro de 1161 25 anos |
| Agostinho II 1142 – 21 de agosto de 1157(15 anos) | c. 1125 filho ilegítimo de Haroldo IV e Biadoc              | Ragna Nikolasdatter sem filhos         | 21 de agosto de 1157 31 anos   |
| Haquino II 1157 – 7 de julho de 1162(5 anos)      | c. 1147 filho ilegítimo de Sigurdo II e Tora                | não se casou                           | 7 de julho de 1162 15 anos     |

### Casa de Hardrada (restaurada)
| Nome                                                  | Nascimento                                               | Casamento                   | Morte                       |
| ----------------------------------------------------- | -------------------------------------------------------- | --------------------------- | --------------------------- |
| Magno V 1161 – 15 de junho de 1184(23 anos) (deposto) | c. 1156 filho de Erlingo Skakke e Cristina Sigurdsdatter | Estrid Bjørnsdotter 1 filho | 15 de junho de 1184 28 anos |

### Casa de Sverre
| Nome                                                                    | Retrato | Nascimento                                       | Casamento                         | Morte                        |
| ----------------------------------------------------------------------- | ------- | ------------------------------------------------ | --------------------------------- | ---------------------------- |
| Sverre 15 de junho de 1184 – 9 de março de 1202(17 anos e 267 dias)     |         | c. 1151 filho ilegítimo de Sigurdo II e Gunhilda | Margarida da Suécia 1185 2 filhos | 9 de março de 1202 51 anos   |
| Haquino III 9 de março de 1202 – 1 de janeiro de 1204(1 ano e 298 dias) |         | c. 1170 filho ilegítimo de Sverre                | não se casou                      | 1 de janeiro de 1204 34 anos |

### Casa de Gille (restaurada)
| Nome                                                                   | Nascimento                                                 | Casamento    | Morte                       |
| ---------------------------------------------------------------------- | ---------------------------------------------------------- | ------------ | --------------------------- |
| Ingo II 11 de agosto de 1204 – 23 de abril de 1217(12 anos e 255 dias) | c. 1185 filho de Bardo Guttormsson e Cecília Sigurdsdatter | não se casou | 23 de abril de 1217 32 anos |

### Casa de Sverre (restaurada)
| Nome                                                                    | Retrato                                     | Nascimento                                                     | Casamento(s)                                          | Morte                          |
| ----------------------------------------------------------------------- | ------------------------------------------- | -------------------------------------------------------------- | ----------------------------------------------------- | ------------------------------ |
| Haquino IV junho de 1217 – 16 de dezembro de 1263(46 anos e 198 dias)   |                                             | c. 1204 filho ilegítimo de Haquino III e Inga de Varteig       | Margarida Skulesdatter 25 de maio de 1225 4 filhos    | 16 de dezembro de 1263 59 anos |
| Magno VI 16 de dezembro de 1263 – 9 de maio de 1280(16 anos e 145 dias) |                                             | 1 de maio de 1238 filho de Haquino IV e Margarida Skulesdatter | Ingeborg da Dinamarca 11 de setembro de 1261 2 filhos | 9 de maio de 1280 42 anos      |
| Érico II 9 de maio de 1280 – 15 de julho de 1299(19 anos e 67 dias)     |                                             | c. 1268 filho de Magno VI e Ingeborga da Dinamarca             | Margarida da Escócia setembro de 1281 1 filha         | 15 de julho de 1299 31 anos    |
| Érico II 9 de maio de 1280 – 15 de julho de 1299(19 anos e 67 dias)     | Isabel Bruce 25 de setembro de 1293 1 filha | c. 1268 filho de Magno VI e Ingeborga da Dinamarca             |                                                       | 15 de julho de 1299 31 anos    |
| Haquino V 15 de julho de 1299 – 8 de maio de 1319(19 anos e 297 dias)   |                                             | 10 de abril de 1270 filho de Magno VI e Ingeborg da Dinamarca  | Isabel de Joigny 1295 sem filhos                      | 8 de maio de 1319 49 anos      |
| Haquino V 15 de julho de 1299 – 8 de maio de 1319(19 anos e 297 dias)   | Eufêmia de Rügen c. 1299 1 filha            | 10 de abril de 1270 filho de Magno VI e Ingeborg da Dinamarca  |                                                       | 8 de maio de 1319 49 anos      |

### Casa de Bjälbo
| Nome                                                                          | Retrato | Nascimento                                                         | Casamento                                      | Morte                          |
| ----------------------------------------------------------------------------- | ------- | ------------------------------------------------------------------ | ---------------------------------------------- | ------------------------------ |
| Magno VII agosto de 1319 – 15 de agosto de 1343(24 anos e 221 dias) (abdicou) |         | c. 1316 filho de Érico, Duque de Sudermânia e Ingeborga da Noruega | Branca de Namur 5 de novembro de 1335 2 filhos | 1 de dezembro de 1374 58 anos  |
| Haquino VI 15 de agosto de 1343 – 11 de setembro de 1380(37 anos e 27 dias)   |         | 15 de agosto de 1340 filho de Magno VII e Branca de Namur          | Margarida 9 de abril de 1363 1 filho           | 11 de setembro de 1380 40 anos |
| Olavo IV 11 de setembro de 1380 – 23 de agosto de 1387(6 anos e 346 dias)     |         | dezembro de 1370 filho de Haquino VI e Margarida                   | Não se casou                                   | 23 de agosto de 1387 16 anos   |

### Casa de Estridsen
| Nome                                                                     | Retrato | Nascimento                                                       | Casamento                             | Morte                         |
| ------------------------------------------------------------------------ | ------- | ---------------------------------------------------------------- | ------------------------------------- | ----------------------------- |
| Margarida 3 de agosto de 1387 – 28 de outubro de 1412(25 anos e 86 dias) |         | c. 1353 filha de Valdemar IV da Dinamarca e Edviges de Eslésvico | Haquino VI 9 de abril de 1363 1 filho | 28 de outubro de 1412 59 anos |

### Casa da Pomerânia
| Nome                                                                 | Retrato | Nascimento                                                                               | Casamento                                             | Morte                        |
| -------------------------------------------------------------------- | ------- | ---------------------------------------------------------------------------------------- | ----------------------------------------------------- | ---------------------------- |
| Érico III 8 de setembro de 1389 – 1442(52 anos e 115 dias) (deposto) |         | c. 1381/1382 filho de Venceslau VII, Duque da Pomerânia e Maria de Mecklemburgo-Schwerin | Filipa da Inglaterra 26 de outubro de 1406 sem filhos | 3 de maio de 1459 76–78 anos |

### Casa de Palatinado-Neumarkt
| Nome                                                                                   | Retrato | Nascimento                                                                                | Casamento(s)                                               | Morte                        |
| -------------------------------------------------------------------------------------- | ------- | ----------------------------------------------------------------------------------------- | ---------------------------------------------------------- | ---------------------------- |
| Cristóvão 4 de junho de 1442 – 5 de janeiro de 1448(5 anos e 215 dias)                 |         | 26 de fevereivo de 1416 filho de João, Conde Palatino de Neumarkt e Catarina da Pomerânia | Doroteia de Brandemburgo 12 de setembro de 1445 sem filhos | 5 de janeiro de 1448 31 anos |
| Interregno (5 de janeiro de 1448 – 20 de novembro de 1449) Sigurd Jonsson como Regente |         |                                                                                           |                                                            |                              |

### Casa de Bonde
| Nome                                                                | Retrato                                          | Nascimento                                                                  | Casamento(s)                                        | Morte                      |
| ------------------------------------------------------------------- | ------------------------------------------------ | --------------------------------------------------------------------------- | --------------------------------------------------- | -------------------------- |
| Carlos I 20 de novembro de 1449 – junho de 1450(218 dias) (abdicou) |                                                  | 5 de outubro de 1409 filho de Canuto Tordsson Bonde e Margarida Karlsdotter | Brigite Bielke antes de 1 de março de 1429 2 filhos | 14 de maio de 1470 60 anos |
| Carlos I 20 de novembro de 1449 – junho de 1450(218 dias) (abdicou) | Catarina de Bjurum 5 de outubro de 1438 9 filhos | 5 de outubro de 1409 filho de Canuto Tordsson Bonde e Margarida Karlsdotter |                                                     | 14 de maio de 1470 60 anos |
| Carlos I 20 de novembro de 1449 – junho de 1450(218 dias) (abdicou) | Cristina Abrahamsdotter c. 1470 2 filhos         | 5 de outubro de 1409 filho de Canuto Tordsson Bonde e Margarida Karlsdotter |                                                     | 14 de maio de 1470 60 anos |

### Casa de Oldemburgo
| Nome                                                                                             | Retrato                                                                                     | Nascimento | Casamento(s)                                                           | Morte                           |
| ------------------------------------------------------------------------------------------------ | ------------------------------------------------------------------------------------------- | --- | ---------------------------------------------------------------------- | ------------------------------- |
| Cristiano I 2 de agosto de 1450 – 21 de maio de 1481(30 anos e 292 dias)                         |                                                                                             | fevereiro de 1426 filho de Teodorico, Conde de Oldemburgo e Edviges de Schauemburgo                                               | Doroteia de Brandemburgo 28 de outubro de 1449 5 filhos                | 21 de maio de 1481 55 anos      |
| Interregno (21 de maio de 1481 – 20 de julho de 1483) Jon Svaleson Smør como Regente             |                                                                                             | |                                                                        |                                 |
| João 20 de julho de 1483 – 20 de fevereiro de 1513(29 anos e 215 dias)                           |                                                                                             | 2 de fevereiro de 1455 filho de Cristiano I e Doroteia de Brandemburgo                                                            | Cristina da Saxônia 6 de setembro de 1478 5 filhos                     | 20 de fevereiro de 1513 58 anos |
| Cristiano II 22 de julho de 1513 – 20 de janeiro de 1523(9 anos e 182 dias) (deposto)            |                                                                                             | 1 de julho de 1481 filho de João e Cristina da Saxônia                                                                            | Isabel da Áustria 12 de agosto de 1515 6 filhos                        | 25 de janeiro de 1559 77 anos   |
| Frederico I 20 de janeiro de 1523 – 10 de abril de 1533(10 anos e 80 dias)                       |                                                                                             | 7 de outubro de 1471 filho de Cristiano I e Doroteia de Brandemburgo                                                              | Ana de Brandemburgo 10 de abril de 1502 2 filhos                       | 10 de abril de 1533 61 anos     |
| Frederico I 20 de janeiro de 1523 – 10 de abril de 1533(10 anos e 80 dias)                       | Sofia da Pomerânia 9 de outubro de 1518 6 filhos                                            | 7 de outubro de 1471 filho de Cristiano I e Doroteia de Brandemburgo                                                              |                                                                        | 10 de abril de 1533 61 anos     |
| Interregno (10 de abril de 1533 – 4 de julho de 1534) Olav Engelbrektsson como Regente           |                                                                                             | |                                                                        |                                 |
| Cristiano III 4 de julho de 1534 – 1 de janeiro de 1559(24 anos e 181 dias)                      |                                                                                             | 12 de agosto de 1503 filho de Frederico I e Ana de Brandemburgo                                                                   | Doroteia de Saxe-Lauemburgo 29 de outubro de 1525 5 filhos             | 1 de janeiro de 1559 55 anos    |
| Frederico II 1 de janeiro de 1559 – 4 de abril de 1588(29 anos e 3 dias)                         |                                                                                             | 1 de julho de 1534 filho de Cristiano III e Doroteia de Saxe-Lauemburgo                                                           | Sofia de Mecklemburgo-Güstrow 20 de julho de 1572 8 filhos             | 4 de abril de 1488 53 anos      |
| Cristiano IV 4 de abril de 1588 – 28 de fevereiro de 1648(59 anos e 330 dias)                    |                                                                                             | 12 de abril de 1577 filho de Frederico II e Sofia de Mecklemburgo-Güstrow                                                         | Ana Catarina de Brandemburgo 27 de novembro de 1597 7 filhos           | 28 de fevereiro de 1648 70 anos |
| Frederico III 1 de maio de 1648 – 9 de fevereiro de 1670(21 anos e 284 dias)                     |                                                                                             | 18 de março de 1609 filho de Cristiano IV e Ana Catarina de Brandemburgo                                                          | Sofia Amália de Brunsvique-Luneburgo 1 de outubro de 1643 8 filhos     | 9 de fevereiro de 1670 60 anos  |
| Cristiano V 9 de fevereiro de 1670 – 25 de agosto de 1699(29 anos e 197 dias)                    |                                                                                             | 15 de abril de 1646 Frederico III e Sofia Amália de Brunsvique-Luneburgo                                                          | Carlota Amália de Hesse-Cassel 25 de junho de 1667 8 filhos            | 25 de agosto de 1699 53 anos    |
| Frederico IV 25 de agosto de 1699 – 12 de outubro de 1730(31 anos e 48 dias)                     |                                                                                             | 11 de outubro de 1671 filho de Cristiano V e Carlota Amália de Hesse-Cassel                                                       | Luísa de Mecklemburgo-Güstrow 5 de dezembro de 1695 5 filhos           | 12 de outubro de 1730 59 anos   |
| Frederico IV 25 de agosto de 1699 – 12 de outubro de 1730(31 anos e 48 dias)                     | Ana Sofia Reventlow 4 de abril de 1721 3 filhos                                             | 11 de outubro de 1671 filho de Cristiano V e Carlota Amália de Hesse-Cassel                                                       |                                                                        | 12 de outubro de 1730 59 anos   |
| Cristiano VI 12 de outubro de 1730 – 6 de agosto de 1746(15 anos e 298 dias)                     |                                                                                             | 30 de novembro de 1699 filho de Frederico IV e Luísa de Mecklemburgo-Güstrow                                                      | Sofia Madalena de Brandemburgo-Kulmbach 7 de agosto de 1712 3 filhos   | 6 de agosto de 1746 46 anos     |
| Frederico V 6 de agosto de 1746 – 14 de janeiro de 1766(19 anos e 161 dias)                      |                                                                                             | 31 de março de 1723 filho de Cristiano VI e Sofia Madalena de Brandemburgo-Kulmbach                                               | Luísa da Grã-Bretanha 11 de dezembro de 1743 5 filhos                  | 14 de janeiro de 1766 42 anos   |
| Frederico V 6 de agosto de 1746 – 14 de janeiro de 1766(19 anos e 161 dias)                      | Juliana Maria de Brunsvique-Volfembutel 8 de julho de 1752 1 filho                          | 31 de março de 1723 filho de Cristiano VI e Sofia Madalena de Brandemburgo-Kulmbach                                               |                                                                        | 14 de janeiro de 1766 42 anos   |
| Cristiano VII 14 de janeiro de 1766 – 13 de março de 1808(42 anos e 59 dias)                     |                                                                                             | 29 de janeiro de 1749 filho de Frederico V e Luísa da Grã-Bretanha                                                                | Carolina Matilde da Grã-Bretanha 8 de novembro de 1766 2 filhos        | 13 de março de 1808 59 anos     |
| Frederico VI 13 de março de 1808 – 7 de fevereiro de 1814(5 anos e 331 dias) (abdicou)           |                                                                                             | 28 de janeiro de 1768 filho de Cristiano VII e Carolina Matilde da Grã-Bretanha                                                   | Maria Sofia de Hesse-Cassel 31 de julho de 1790 8 filhos               | 3 de dezembro de 1839 70 anos   |
| Interregno (7 de fevereiro – 14 de maio de 1814) Cristiano Frederico como Regente                |                                                                                             | |                                                                        |                                 |
| Cristiano Frederico 17 de maio – 14 de agosto de 1814(92 dias) (abdicou)                         |                                                                                             | 18 de setembro de 1786 filho de Frederico, Príncipe Hereditário da Dinamarca e Noruega e Sofia Frederica de Mecklemburgo-Schwerin | Carlota Frederica de Mecklemburgo-Schwerin 21 de junho de 1806 1 filho | 20 de janeiro de 1848 61 anos   |
| Cristiano Frederico 17 de maio – 14 de agosto de 1814(92 dias) (abdicou)                         | Carolina Amália de Schleswig-Holstein-Sonderburg-Augustenburg 22 de maio de 1815 sem filhos | 18 de setembro de 1786 filho de Frederico, Príncipe Hereditário da Dinamarca e Noruega e Sofia Frederica de Mecklemburgo-Schwerin |                                                                        | 20 de janeiro de 1848 61 anos   |
| Interregno (14 de agosto – 4 de novembro de 1814) Marcus Gjøe Rosenkrantz como Primeiro-Ministro |                                                                                             | |                                                                        |                                 |

### Casa de Holstein-Gottorp
| Nome                                                                       | Retrato | Nascimento                                                                         | Casamento                                               | Morte                          |
| -------------------------------------------------------------------------- | ------- | ---------------------------------------------------------------------------------- | ------------------------------------------------------- | ------------------------------ |
| Carlos II 4 de novembro de 1814 – 5 de fevereiro de 1818(3 anos e 93 dias) |         | 7 de outubro de 1748 filho de Adolfo Frederico da Suécia e Luísa Ulrica da Prússia | Edviges de Holstein-Gottorp 7 de julho de 1774 2 filhos | 5 de fevereiro de 1818 69 anos |

### Casa de Bernadotte
| Nome                                                                                        | Retrato | Nascimento                                                                | Casamento                                             | Morte                          |
| ------------------------------------------------------------------------------------------- | ------- | ------------------------------------------------------------------------- | ----------------------------------------------------- | ------------------------------ |
| Carlos III João 5 de fevereiro de 1818 – 8 de março de 1844(26 anos e 180 dias)             |         | 26 de fevereiro de 1763 filho de Henri Bernadotte e Jeanne de St. Vincent | Desidéria Clary 17 de agosto de 1798 1 filho          | 8 de março de 1844 81 anos     |
| Óscar I 8 de março de 1844 – 8 de julho de 1859(15 anos e 122 dias)                         |         | 4 de julho de 1799 filho de Carlos III João e Desidéria Clary             | Josefina de Leuchtenberg 19 de junho de 1823 5 filhos | 8 de julho de 1859 60 anos     |
| Carlos IV 8 de julho de 1859 – 18 de setembro de 1872(13 anos e 68 dias)                    |         | 3 de maio de 1826 filho de Óscar I e Josefina de Leuchtenberg             | Luísa dos Países Baixos 6 de junho de 1857 2 filhos   | 18 de setembro de 1872 46 anos |
| Óscar II 18 de setembro de 1872 – 7 de junho de 1905(32 anos e 262 dias) (deposto)          |         | 21 de janeiro de 1829 filho de Óscar I e Josefina de Leuchtenberg         | Sofia de Nassau 6 de junho de 1857 5 filhos           | 8 de dezembro de 1907 78 anos  |
| Interregno (7 de junho – 18 de novembro de 1905) Christian Michelsen como Primeiro Ministro |         |                                                                           |                                                       |                                |

### Casa de Schleswig-Holstein-Sonderburg-Glücksburg
Em 1905, o príncipe Carlos da Dinamarca foi eleito Rei da Noruega e assumiu o nome de Haakon VII e Olavo para seu filho.
| Nome                                                                           | Retrato | Nascimento                                                                 | Casamento                                     | Morte                          |
| ------------------------------------------------------------------------------ | ------- | -------------------------------------------------------------------------- | --------------------------------------------- | ------------------------------ |
| Haakon VII 18 de novembro de 1905 – 21 de setembro de 1957(51 anos e 307 dias) |         | 3 de agosto de 1872 filho de Frederico VIII da Dinamarca e Luísa da Suécia | Maud de Gales 22 de julho de 1896 1 filho     | 21 de setembro de 1957 85 anos |
| Olavo V 21 de setembro de 1957 – 17 de janeiro de 1991(33 anos e 118 dias)     |         | 2 de julho de 1903 filho de Haakon VII e Maud de Gales                     | Marta da Suécia 21 de março de 1929 3 filhos  | 17 de janeiro de 1991 87 anos  |
| Haroldo V 17 de janeiro de 1991 – presente (34 anos e 190 dias)                |         | 21 de fevereiro de 1937 filho de Olavo V e Marta da Suécia                 | Sônia Haraldsen 29 de agosto de 1968 2 filhos |                                |